# ハリケーン・オーティス
ハリケーン・オーティス（Hurricane Otis）は、2023年10月にカテゴリー5のハリケーンとしてメキシコに上陸した、ハリケーンである。
オーティスは、観測史上初めてカテゴリー5の勢力で上陸した太平洋ハリケーンであり、2015年にカテゴリー4で同国に上陸したハリケーン・パトリシアの記録を超え、史上最強の上陸ハリケーンとなった。

## 概要
| オーティスの進路図 |  | オーティスの進路図 |
| オーティスの進路図 |  |                    |

アカプルコ付近に上陸するハリケーン・オーティス

国立ハリケーンセンター（NHC）は10月15日、週半ばまでにグアテマラの南に低圧部が発生する見込みと発表。
18日、テワンテペク湾の南で低圧部が発生した。低圧部はその後22日までに熱帯低気圧となり、6時間後にはトロピカル・ストームの勢力に達し、国際名「オーティス（Otis）」と命名された。
発生直後のオーティスは海水温30度前後の海域をゆっくりと北上していたが、鉛直シアーの影響で発達が妨げられた。しかし現地時間24日3時のマイクロ波衛星画像には目のようなものが確認でき、NHCはこれは急発達の前兆であるとした。
24日の朝までに、オーティスはようやくハリケーンらしい渦を巻き始め、鉛直シアーの減少と30度前後の海水温によって急発達した。
その際、オーティスは最大風速85km/h（23m/s）のトロピカル・ストームから、最大風速260km/h（72m/s）のカテゴリー5のハリケーンにまで発達した。
NHCはオーティス上陸の3時間25分前に、オーティス上陸を「悪夢のシナリオ」と表現し、「これは、中核都市であるアカプルコにとって深刻な状況である」と警告した。 
オーティスはその後上陸までに若干勢力を強め、25日の6時過ぎにメキシコのゲレーロ州アカプルコ付近に中心気圧923mb、最大風速270km/h（75m/s）のカテゴリー5の勢力で上陸した。観測史上初めてカテゴリー5の勢力で上陸した太平洋ハリケーンとなり、上陸時の最大風速270km/hはハリケーン・パトリシアの記録を上回るものであった。
| 順位 | ハリケーン             | 年     | 上陸時の風速 |
| ---- | ---------------------- | ------ | ------------ |
| 1    | オーティス（Otis）     | 2023年 | 時速 270 km  |
| 2    | パトリシア（Patricia） | 2015年 | 時速 240 km  |
| 3    | マドリン（Madeline）   | 1976年 | 時速 230 km  |
| 3    | イニキ（Iniki）        | 1992年 | 時速 230 km  |
| 5    | 無名                   | 1957年 | 時速 220 km  |
| 5    | 無名（"Mexico"）       | 1959年 | 時速 220 km  |
| 5    | ケナ（Kenna）          | 2002年 | 時速 220 km  |
| 5    | リディア（Lidia）      | 2023年 | 時速 220 km  |
| 9    | オリビア（Olivia）     | 1967年 | 時速 205 km  |
| 9    | ティコ（Tico）         | 1983年 | 時速 205 km  |
| 9    | レーン（Lane）         | 2006年 | 時速 205 km  |
| 9    | オディール（Odile）    | 2014年 | 時速 205 km  |

## 予報の誤差

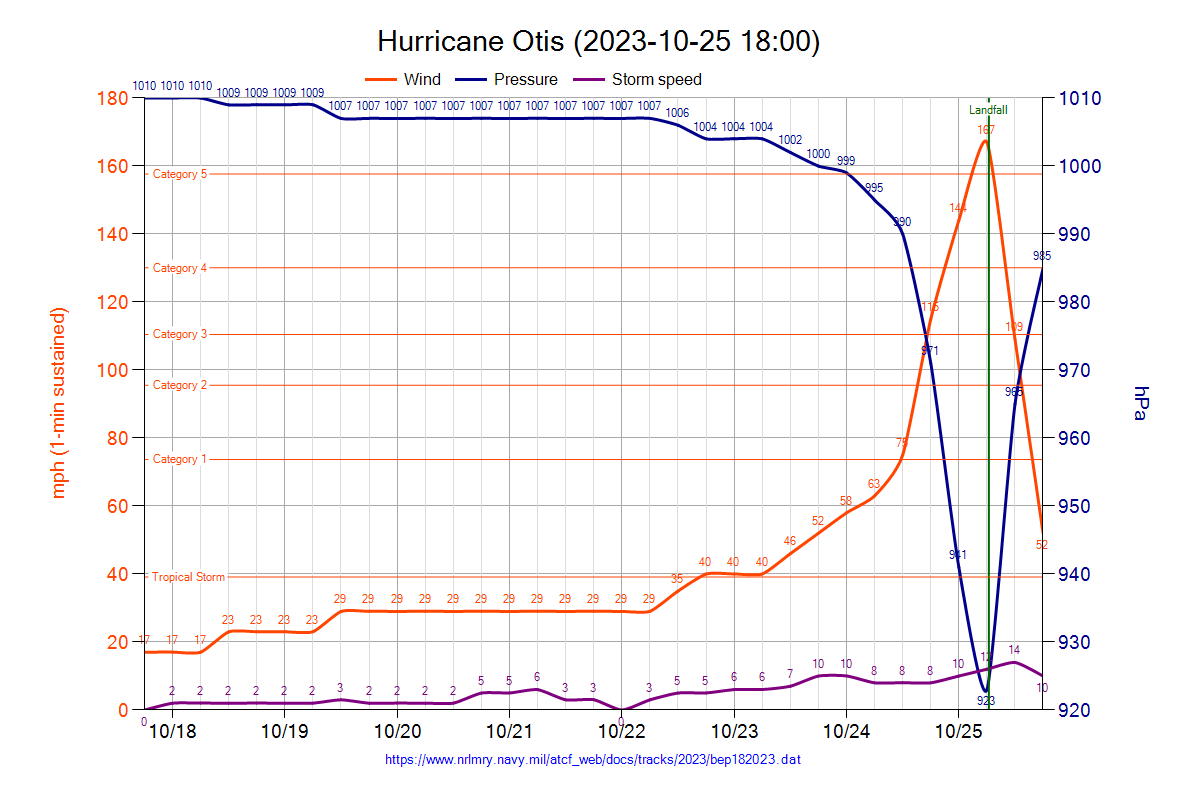
風速・気圧・速度の推移

オーティスがとりわけ異様だったのは、その予想が直前になって大きく変わったことである。
24日未明の時点ではオーティスはハリケーンより弱いトロピカル・ストームの勢力で上陸すると予想されていた。ところが同日午後には、メジャーハリケーンの勢力で上陸するという予想に変わった。
実際には、24日の21時にカテゴリー1のハリケーンに、翌3時にはカテゴリー3のメジャーハリケーンに、9時にはカテゴリー4、上陸直前の15時にはカテゴリー5の勢力にまで発達している。
数値気象予測モデルは、データが不足していることもあり、発生したオーティスの急発達を予測することができなかった。
NHC所長のマイケル・ブレナン氏を含む数人の専門家は、「東太平洋ではハリケーンの強さを評価できる海洋気象ブイやレーダーなど利用できる機器が非常に少なく、予報担当者が衛星データに依存している」と指摘した。

## 被害
アカプルコの全ホテルの約80%が被害を受け、ホテル内の浸水や天井、壁の崩壊も報告されている。いくつかの建物も強風により倒壊した。
18あるラジオ局すべてが被害を受け、市内での通信が遮断された。ショッピングセンターは破壊され、市内に通じる高速道路の一部が地滑りのため通行止めとなった。
このハリケーンにより現時点で少なくとも48人が死亡、10人が行方不明となっている。
複数の航空会社がオーティスの影響を受け、欠航となった。また、オーティスの接近に伴いアカプルコ国際空港は閉鎖された。さらに、アカプルコ近郊の空軍基地も被害を受け、ハリケーン通過後の救助活動が困難となった。
ゲレーロ州全域と近隣のミチョアカン州とオアハカ州の一部、さらにアカプルコ市とチルパンシンゴ市にある放送塔のセンサーが影響を受け、地震の際に近くの主要都市や遠方の主要都市に通知する機能が停止した。
当局は、オーティスはアカプルコを襲った最悪のハリケーンであり、その影響はハリケーン・ポーリンとハリケーン・マヌエルよりも深刻であるとした。